# 타뷸라 렉타

타뷸라 렉타

타뷸라 렉타(Tabula recta)는 암호학에서 알파벳들로 구성된 사각형 표이며, 각 줄은 바로 이전 것을 왼쪽으로 이동시켜서 만든다. 이 용어는 1508년 독일의 저자 요하네스 트리테미우스가 발명하였으며 그의 트리테미우스 암호에 사용된다.

## 트리테미우스 암호
트리테미우스 암호는 요하네스 트리테미우스가 그의 책 폴리그라피아에서 게시한 것으로, 암호학에 관해 처음 출판된 인쇄물이다.
트리테미우스는 타뷸라 렉타를 사용하여 다중문자 암호(Polyalphabetic cipher)를 정의하였으며 이는 대상 알파벳의 문자들의 순서가 섞이지 않은 점을 제외한다면 레온 바티스타 알베르티의 사이퍼 디스크와 동일하다. 타뷸라 렉타는 비즈네르 암호, 오토키 암호 등 컴퓨터 이전의 암호문들을 의미하기도 한다. 카이사 암호 기반의 모든 다중문자 암호는 타뷸라 렉타의 용어로 기술될 수 있다.

## 참고 자료
- Salomon, David (2003). 《Data Privacy and Security》. Springer. ISBN 0-387-00311-8.
- Kahn, David (1996). 《The Codebreakers》. Simon and Schuster. ISBN 0-684-83130-9.